# Cessna 404 Titan
Cessna 404 Titan je americký dvoumotorový vrtulový lehký dopravní letoun společnosti Cessna Aircraft. V době svého vzniku v 70. letech 20. století byl jejím největším letounem poháněným pístovými motory. Mimo civilních uživatelů byl užíván i Námořnictvem Spojených států amerických s označením C-28 Titan:s.375 a Švédským letectvem pod označením Tp 87.

## Historie
Cessna 404 vznikla vývojem typu Cessna 402 se zvětšenou svislou ocasní plochou a dalšími úpravami. Její prototyp poprvé vzlétl 26. února 1975, poháněn dvěma přeplňovanými motory Continental GTSIO-520 o výkonu 280 kW (375 hp). Na trhu byly původně nabízeny dvě varianty, Titan Ambassador pro dopravu deseti cestujících a užitková varianta Titan Courier, schopná přepravy pasažérů i nákladů. Do roku 1982 se objevilo celkem sedm mírně odlišných variant, včetně čistě nákladní Titan Freighter. Ta se vyznačovala zvětšenými nákladovými dveřmi, zesílenou podlahou, a stropem i stěnami trupu z nárazuvzdorných polykarbonátů, které měly minimalizovat jeho poškození v případě uvolnění nákladu za letu.

## Varianty
Titan Ambassador: Základní provedení pro deset cestujících.
Titan Ambassador II: Ambassador s výrobcem modifikovanou avionikou.
Titan Ambassador III: Ambassador s výrobcem modifikovanou avionikou.
Titan Courier: Varianta upravitelná pro přepravu pasažérů nebo nákladu.
Titan Courier II: Courier s výrobcem modifikovanou avionikou.
Titan Courier III: Courier s výrobcem modifikovanou avionikou.
Titan Freighter: Nákladní verze.
Titan Freighter II: Freighter s výrobcem modifikovanou avionikou.
C-28A Titan: Označení pro dva exempláře zakoupené US Navy.:s.375

## Uživatelé

### Vojenští a vládní uživatelé

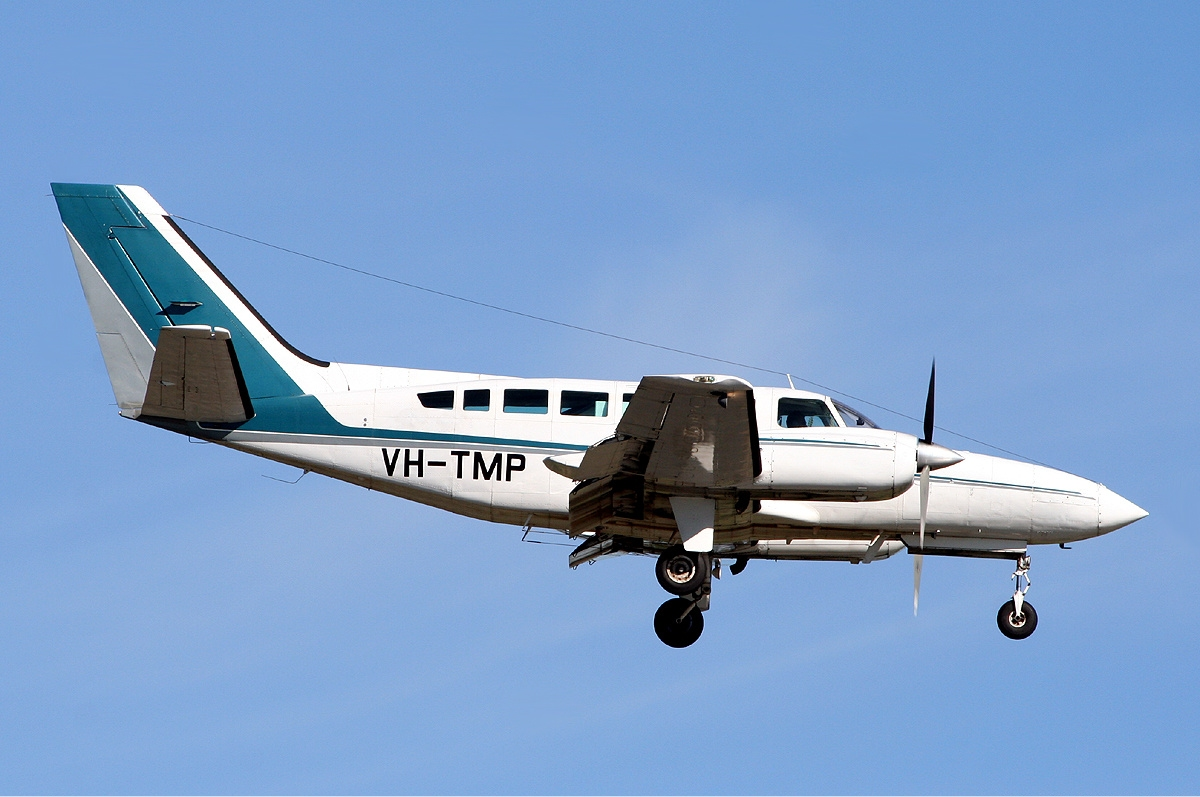
Cessna 404 (VH-TMP, Air South)

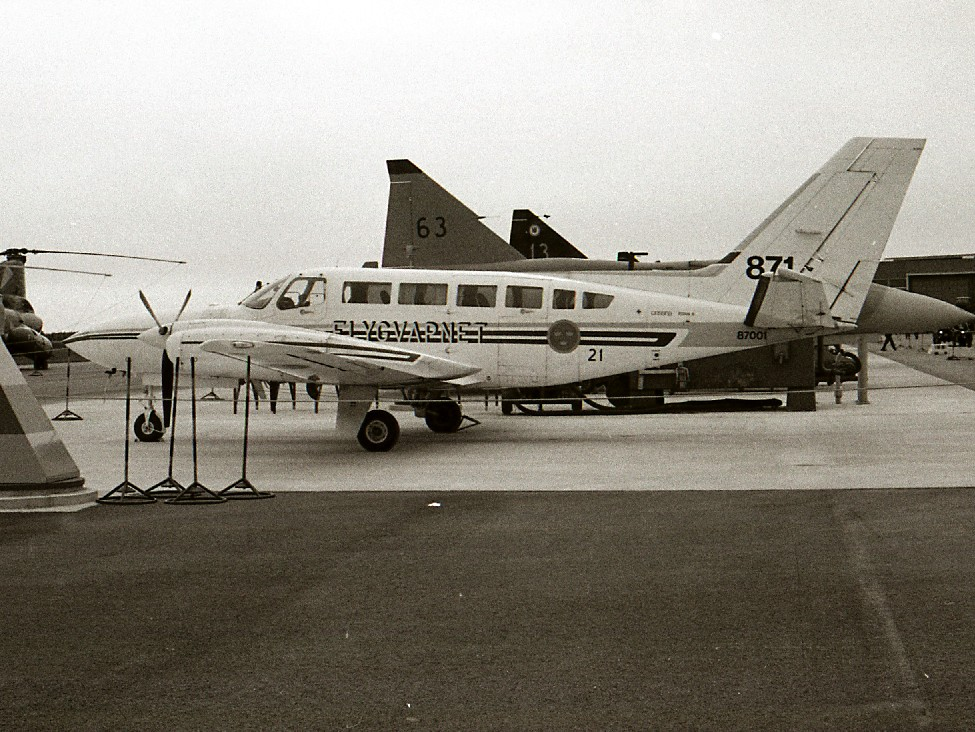
TP 87, Flygvapnet

- Bahamy
  - Bahamské letecké křídlo
- Bolívie
  - Bolivijské letectvo
- Dominikánská republika
  - Dominikánské letectvo
- Hongkong
  - Royal Hong Kong Auxiliary Air Force - 1 kus získaný v roce 1979.[3]
- Kolumbie
  - Kolumbijské letectvo - 2 kusy provozované státní leteckou společností SATENA.[4]:s.1386
- Mexiko
  - Mexické námořnictvo
- Spojené státy americké
  - Námořnictvo Spojených států amerických - 2 C-28A.
- Portoriko
  - Portorická policie - 2 C404.
- Švédsko
  - Švédské letectvo
- Tanzanie
  - Tanzanské letectvo[4]:s.1374

## Specifikace

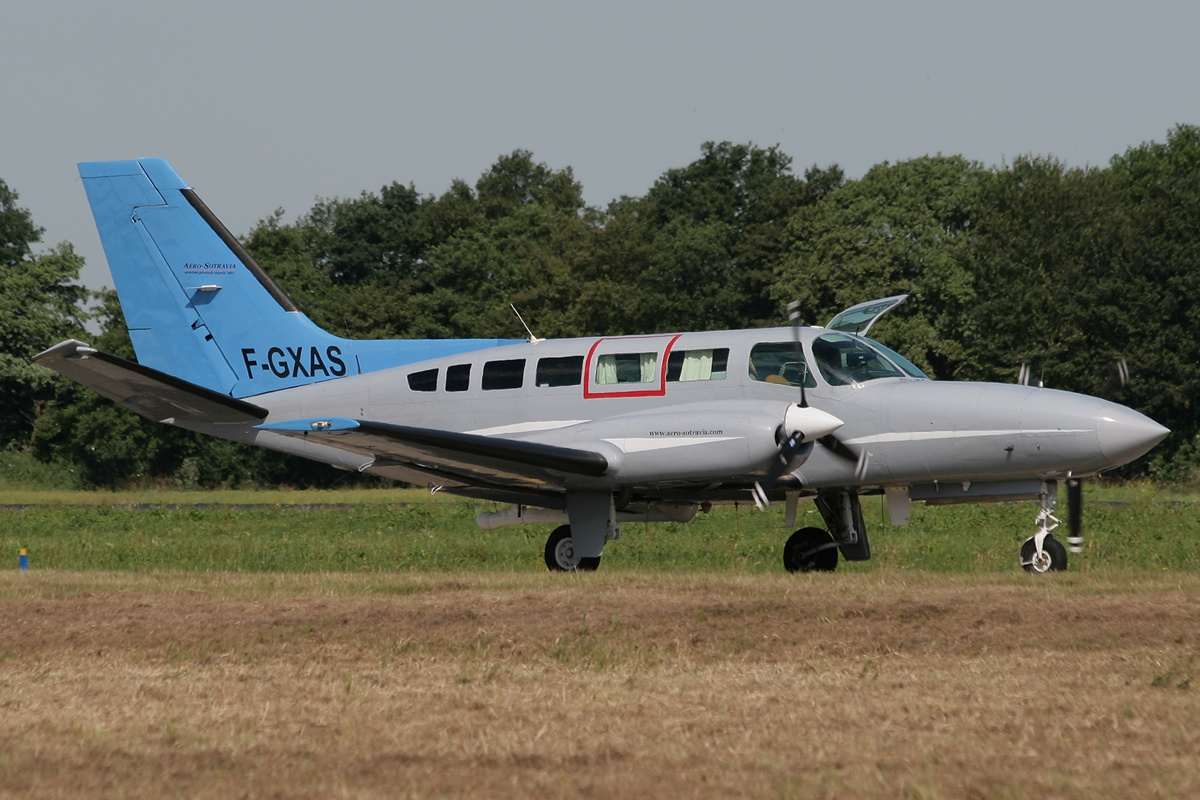
Cessna 404 Titan (F-GXAS)

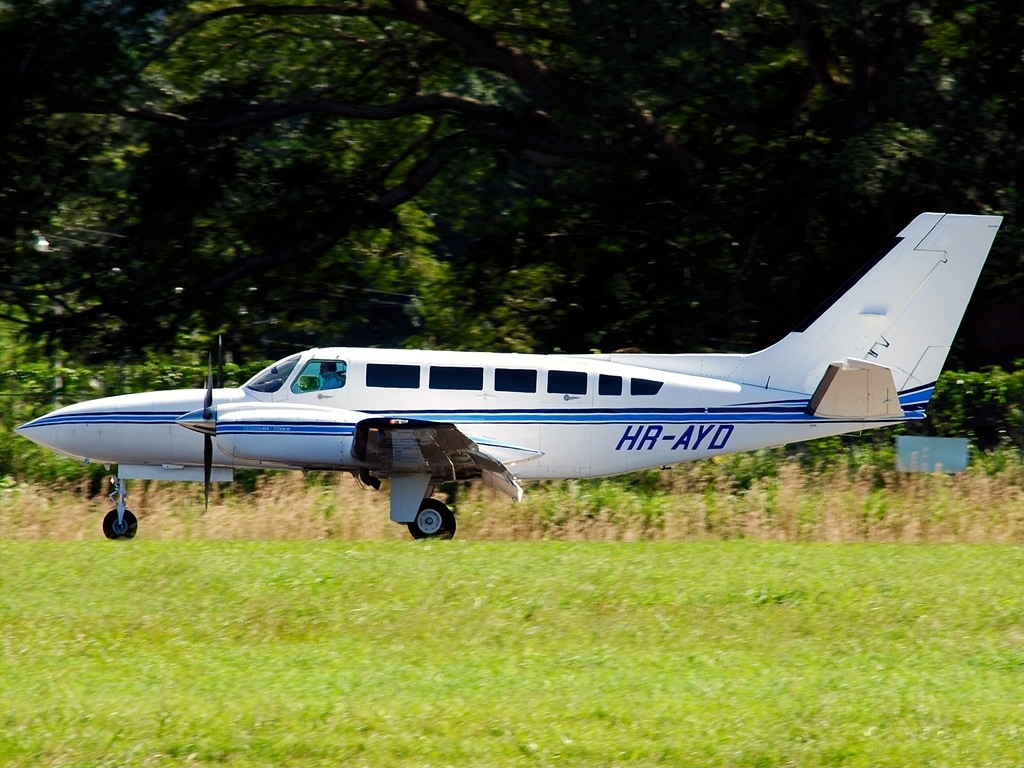
Cessna 404 Titan (HR-AYD)

Údaje podle publikace American Military Transport Aircraft Since 1925:s.375, 377

### Technické údaje
- Osádka: 2
- Kapacita: 10 pasažérů nebo 3500 liber (1588 kg) nákladu.
- Délka: 12,046 m (46 stop a 6 palců)
- Rozpětí: 14,230 m (39 stop a 8 palců)
- Výška: 4,04 m (13 stop a 3 palce)
- Nosná plocha: 22,48 m² (242 čtverečních stop)
- Prázdná hmotnost: 2192,66 kg (4 834 lb)
- Vzletová hmotnost: 3810 kg (8 400 lb)
- Pohonná jednotka: 2 × šestiválcový vzduchem chlazený přeplňovaný boxer s přímým vstřikováním Continental Motors GTSIO-520-M, třílisté plynule stavitelné vrtule McCauley
- Výkon pohonné jednotky: 375 hp (280 kW)

### Výkony
- Maximální rychlost: 429,69 km/h (267 mph)
- Cestovní rychlost: 302,56 km/h (188 mph)
- Dostup: 7 924,8 m (26 000 stop)
- Dolet: 3 410,19 km (2119 mil)